# Diocesi di Alindao
La diocesi di Alindao (in latino Dioecesis Alindaoensis) è una sede della Chiesa cattolica nella Repubblica Centrafricana suffraganea dell'arcidiocesi di Bangui. Nel 2022 contava 88.365 battezzati su 273.998 abitanti. È retta dal vescovo Cyr-Nestor Yapaupa.

## Territorio
La diocesi comprende la prefettura di Basse-Kotto, nella Repubblica Centrafricana.
Sede vescovile è la città di Alindao, dove si trova la cattedrale del Sacro Cuore.
Il territorio è suddiviso in 5 parrocchie.

## Storia
Una missione cattolica raggiunse Alindao durante il periodo coloniale francese.
La diocesi è stata eretta il 18 dicembre 2004 con la bolla Quadraginta per annos di papa Giovanni Paolo II, ricavandone il territorio dalla diocesi di Bangassou.
Il 9 maggio 2017 Alindao, in mano ai ribelli séléka, fu attaccata dagli anti-balaka: gli scontri provocarono almeno 136 morti e numerosi stupri l'attacco fu respinto dall'Unione per la pace nella Repubblica Centrafricana. Secondo fonti non confermate una decina di chiese sarebbero state distrutte o saccheggiate nei villaggi. 14 382 persone trovarono riparo nella missione cattolica. Un nuovo massacro seguì il 15 novembre 2018 con 112 persone uccise e 27 ferite: il campo dei rifugiati fu preso di mira dai musulmani dell'Unione per la pace nella Repubblica Centrafricana che accusavano i rifugiati di sostenere gli anti-balaka.

## Cronotassi dei vescovi
Si omettono i periodi di sede vacante non superiori ai 2 anni o non storicamente accertati.
- Peter Marzinkowski, C.S.Sp. † (18 dicembre 2004 - 19 marzo 2014 ritirato)
- Cyr-Nestor Yapaupa, succeduto il 19 marzo 2014

## Statistiche
La diocesi nel 2022 su una popolazione di 273.998 persone contava 88.365 battezzati, corrispondenti al 32,3% del totale.
| anno | popolazione | popolazione | popolazione | presbiteri | presbiteri | presbiteri | presbiteri                | diaconi | religiosi | religiosi | parrocchie |
| anno | battezzati  | totale      | %           | numero     | secolari   | regolari   | battezzati per presbitero | diaconi | uomini    | donne     | parrocchie |
| ---- | ----------- | ----------- | ----------- | ---------- | ---------- | ---------- | ------------------------- | ------- | --------- | --------- | ---------- |
| 2004 | 38.000      | 160.000     | 23,8        | 15         | 13         | 2          | 2.533                     |         | 4         | 12        | 5          |
| 2006 | 39.214      | 162.000     | 24,2        | 11         | 9          | 2          | 3.564                     |         | 4         | 12        | 5          |
| 2012 | 64.242      | 181.500     | 35,4        | 13         | 12         | 1          | 4.941                     |         | 1         | 11        | 5          |
| 2015 | 103.786     | 190.000     | 54,6        | 13         | 12         | 1          | 7.983                     |         | 1         |           | 5          |
| 2018 | 109.000     | 284.300     | 38,3        | 11         | 10         | 1          | 9.909                     |         | 2         |           | 5          |
| 2020 | 113.370     | 296.360     | 38,3        | 10         | 8          | 2          | 11.337                    |         | 2         | 3         | 5          |
| 2022 | 88.365      | 273.998     | 32,3        | 13         | 11         | 2          | 6.797                     |         | 2         | 3         | 5          |